# Sangarébougou
Sangarébougou – miasto w Mali, w Regionie Koulikoro. Według danych na rok 2009 liczyło 27 451 mieszkańców.